# 郝坪乡
郝坪乡，是中华人民共和国湖南省常德市桃源县下辖的一个乡镇级行政单位。

## 行政区划
郝坪乡下辖以下地区：
郭家垭村、刘坪村、暴家村、天会村、郝坪村、岩桥坪村和和平村。